# Celebration (píseň, Kool & the Gang)
„Celebration“ je post-disco/funk/popový singl z roku 1980 od skupiny Kool & the Gang. Skladba pochází z alba Celebrate!. 7. února 1981 se píseň se umístila v Hot 100 na #1 příčce. Dále si vydobyla 1. místo i v jiných Billboard hitparádách, respektive v R&B a Dance žebříčkách.

## Produkce
- Skladatel:
  - Donna Johnson, Claydes Charles Smith, Earl Eugene Toon Jr., James „J.T.“ Taylor, Ronald Nathan Bell, George Melvin Brown, Dennis Ronald Thomas, Eumir Deodato, Robert Spike Mickens, Robert Earl Bell
- Vydavatelství: Mercury Records
- Trvání: 3:42 (7" vinyl verze)
- Datum vydání: říjen 1980

## Hitparáda
| Rok  | Název         | U.S. | U.S. R&B | U.S. Dance | UK | Album      |
| ---- | ------------- | ---- | -------- | ---------- | -- | ---------- |
| 1980 | „Celebration“ | #1   | #1       | #1         | #1 | Celebrate! |

## Cover verze
- Jump5 (pro album Kim Possible)
- Kylie Minogue
- Dragon

| „(Just Like) Starting Over“ od Johna Lennona jako předchůdce | Billboard Hot 100 1# hity 7. únor–14. únor 1981 | „9 to 5“ od Dolly Parton jako nástupce |